# Andrew Murphy
Andrew Murphy, född den 10 december 1969 i Melbourne, är en australisk före detta friidrottare som tävlade i tresteg.
Murphys första internationella mästerskapsfinal var inomhus-VM 1997 där han slutade femma med ett hopp på 16,96. Vid VM 1999 i Sevilla slutade han fyra efter att ha noterat karriärens längsta hopp på 17,32. Han var även i final vid Olympiska sommarspelen 2000 där han blev tia. 
Han var även i final vid inomhus-VM 2001 då han slutade trea efter ett hopp på 17,20. Han misslyckades både vid VM 2001 och vid Olympiska sommarspelen 2004 att nå finalen. Han sista stora mästerskap blev Samväldesspelen 2006 där han slutade fyra med ett hopp på 16,70.